# Gustavsberg (porseleinfabriek)
Gustavsberg is een Zweedse porseleinfabriek in Stockholm. Het bedrijf werd in 1825 opgericht in Gustavsberg, een voorstad van Stockholm.

## Geschiedenis
In 1942 begon artistiek directeur Wilhelm Kåge met de Gustavsberg Studio, een baanbrekend artistiek project waarmee hij de fabriek in de jaren veertig en vijftig op de kaart zette met unieke porseleinen kunstwerken. Kåge ontwierp tientallen vazen, glazen, schalen en meer dan dertig verschillende dinerserviezen, waarmee hij zich met relatief lage prijzen richtte op het grote publiek. Het klei voor zijn voorwerpen haalde hij uit de baai van Farsta, nabij Stockholm, waarmee hij al sinds de jaren twintig had geëxperimenteerd.
In 1949 werd Kåge opgevolgd door Stig Lindberg, die zijn ingeslagen weg vervolgde met eigen ontwerpen. Zijn porselein uit de jaren vijftig en zestig zijn in kunstcollecties wereldwijd terug te vinden. Gedurende deze decennia wordt hij gerekend tot de grote ontwerpers van Zweden.
Van 1994 tot 1999 was de Maastrichtse aardewerkfabrikant Koninklijke Sphinx in handen van Gustavsberg. In de jaren negentig kende Gustavsberg een grootschalige reorganisatie, waarbij het opgeknipt werd en in afgeslankte vorm verderging.

## Galerij

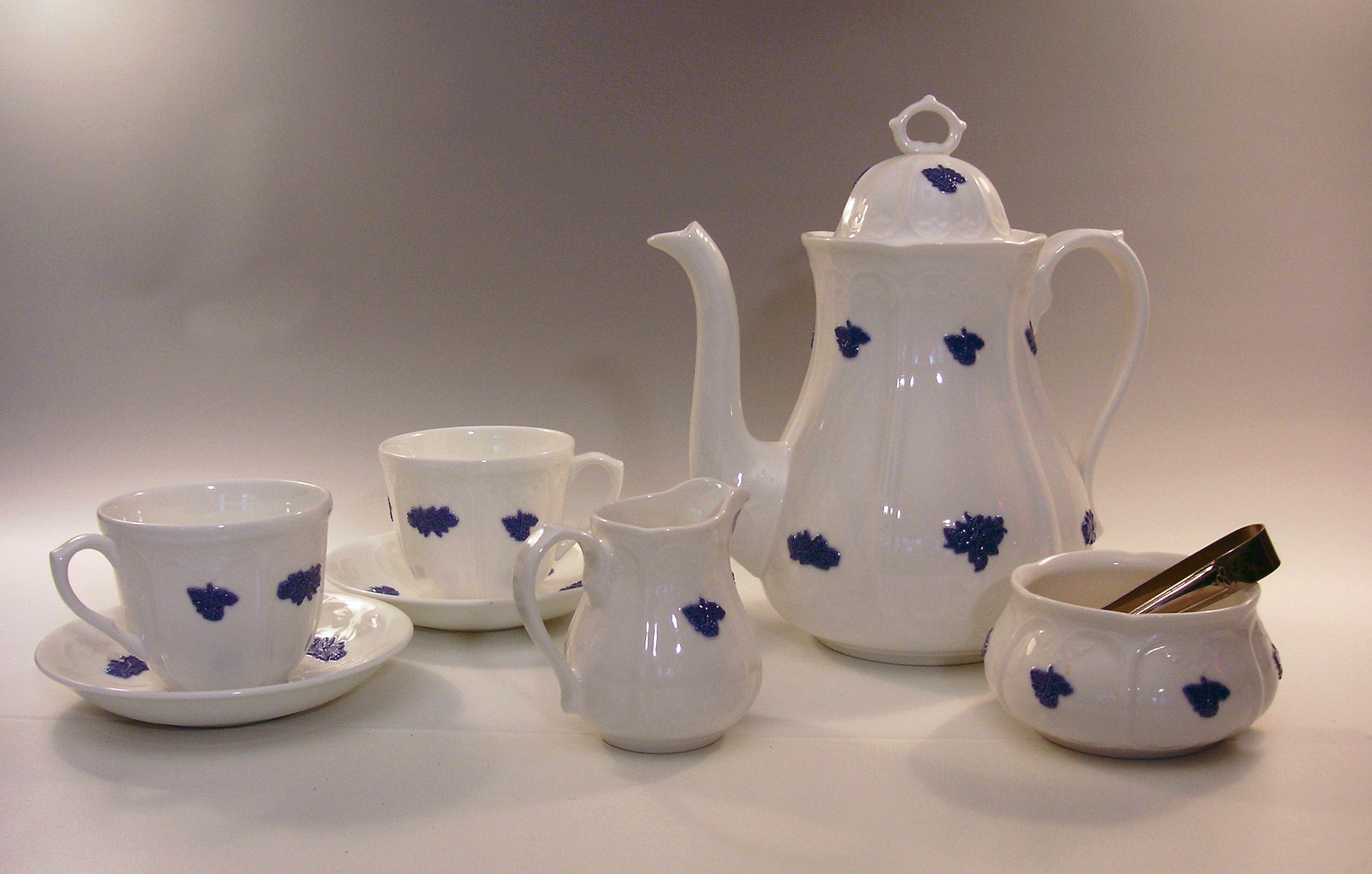
Blå Blom-porseleinserie
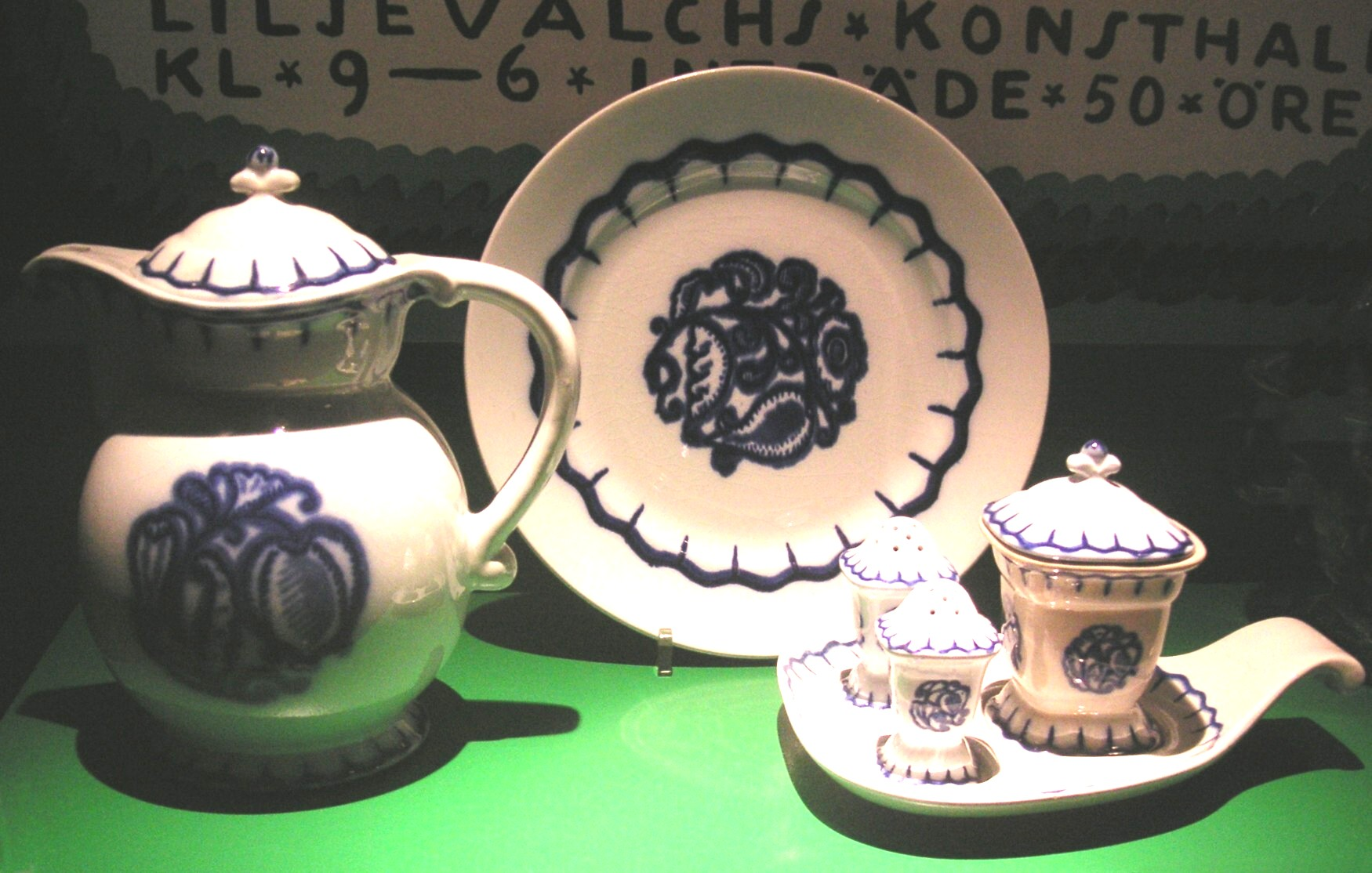
Liljeblå (Wilhelm Kåge)
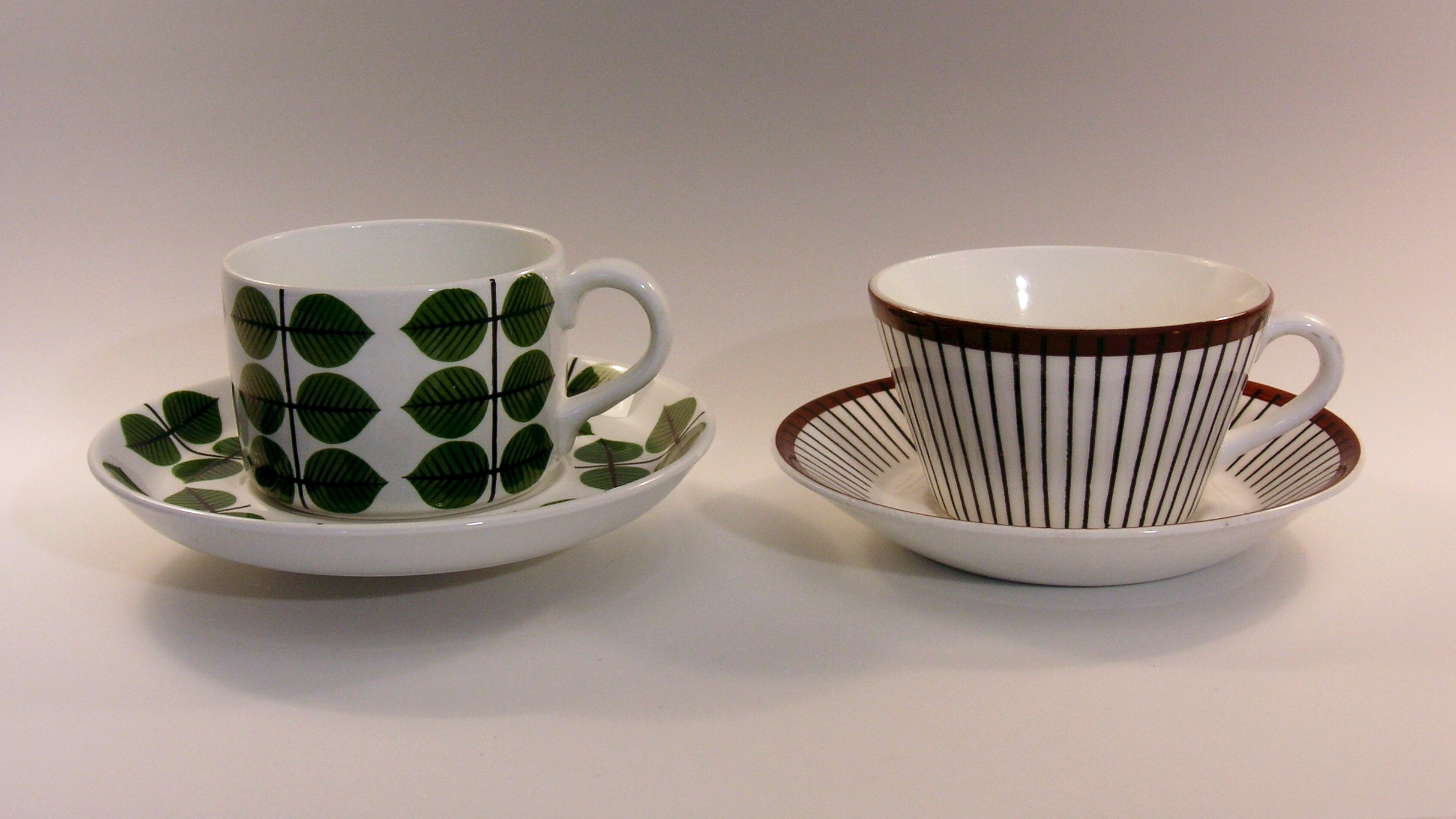
Berså en Spisa Ribb (Stig Lindberg)
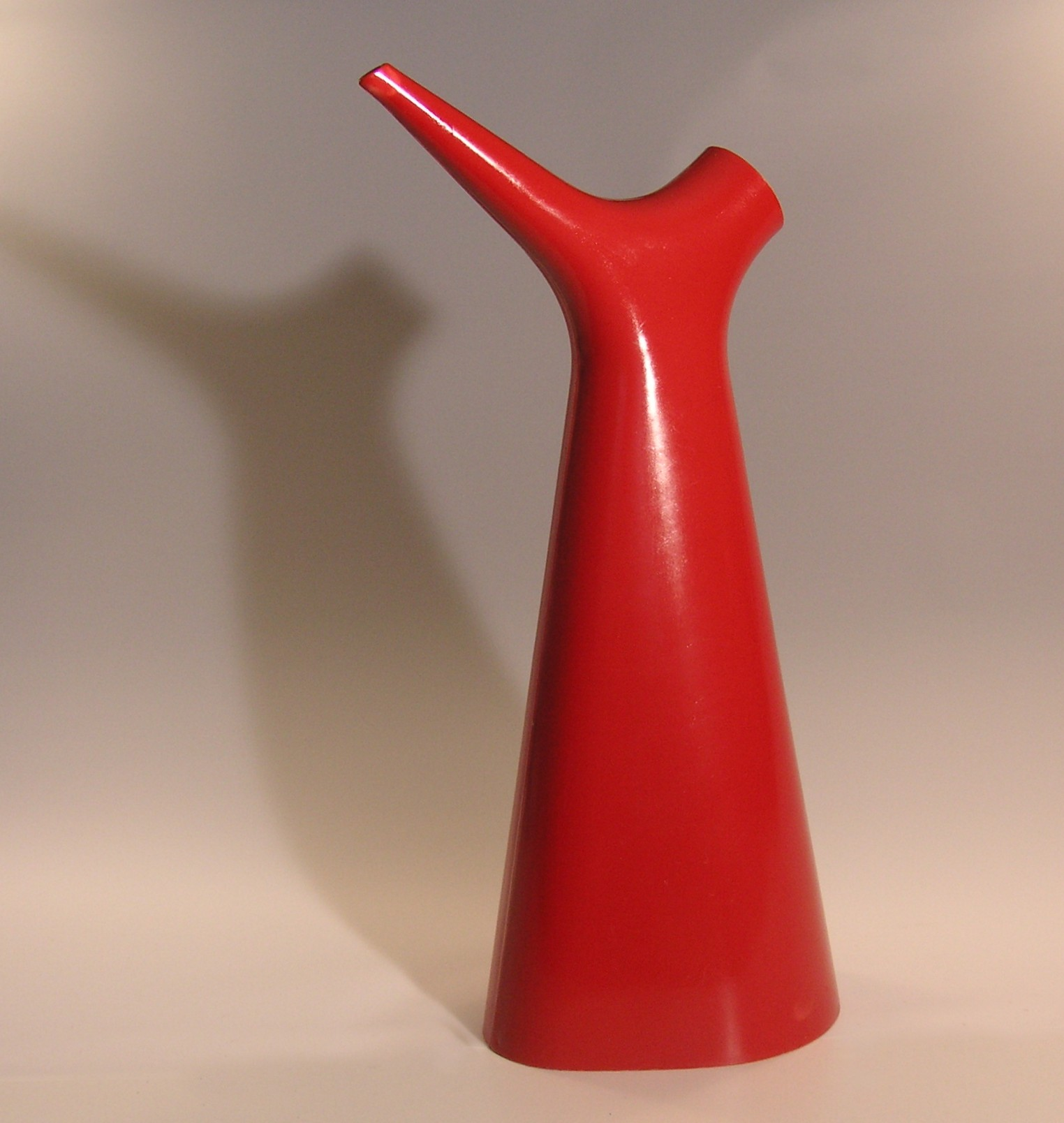
Gieter (Carl-Arne Breger)